# Oceanborn
Oceanborn – drugi album fińskiego zespołu Nightwish.

## Opis albumu
Płyta trafiła na piąte miejsce oficjalnej fińskiej listy albumów, a singel Sacrament of Wilderness utrzymywał się na pierwszym miejscu na liście singli przez wiele tygodni. Wiosną Oceanborn został wydany poza granicami Finlandii. Z czasem nagrano singel Sleeping Sun dla niemieckiej firmy Eclipse, zawierający także utwory „Walking in the Air”, „Swanheart” i „Angels Fall First”, który wydano w Niemczech w sierpniu. W ciągu jednego miesiąca zostało tam sprzedanych 15 tys. sztuk. W sierpniu Oceanborn i Sacrament of Wilderness zdobyły status Złotej Płyty. Wtedy też potwierdziło się, że zespół zagra 26 koncertów w całej Europie z niemiecką grupą Rage.

## Lista utworów
Opracowano na podstawie materiału źródłowego.
1. „Stargazers” – 4:27
2. „Gethsemane” – 5:21
3. „Devil & The Deep Dark Ocean” – 4:46
4. „Sacrament Of Wilderness” – 4:12
5. „Passion And The Opera” – 4:58
6. „Swanheart” – 4:44
7. „Moondance” – 3:31
8. „The Riddler” – 5:16
9. „The Pharaoh Sails To Orion” – 6:27
10. „Walking In The Air” – 5:28
11. „Sleeping Sun” – 4:01

| Official Collector’s Edition |
| --- |
| 1. „Stargazers” - 4:27 2. „Gethsemane” - 5:21 3. „Devil & The Deep Dark Ocean” - 4:46 4. „Sacrament Of Wilderness” – 4:12 5. „Passion And The Opera” – 4:58 6. „Swanheart” – 4:44 7. „Moondance” – 3:31 8. „The Riddler” – 5:16 9. „The Pharaoh Sails To Orion” – 6:27 10. „Walking In The Air” – 5:28 11. „Sleeping Sun” – 4:09 12. „Nightquest” – 4:18 13. „Sleeping Sun” (Live) – 4:32 14. „Swanheart” (Live) – 3:55 15. „The Pharaoh Sails To Orion” (Live) – 6:45 |

| Digipack Edition/Japanese Edition |
| --- |
| 1. „Stargazers” - 4:27 2. „Gethsemane” - 5:21 3. „Devil & The Deep Dark Ocean” - 4:46 4. „Sacrament Of Wilderness” – 4:12 5. „Passion And The Opera” – 4:58 6. „Swanheart” – 4:44 7. „Moondance” – 3:31 8. „The Riddler” – 5:16 9. „The Pharaoh Sails To Orion” – 6:27 10. „Walking In The Air” – 5:28 11. „Nightquest” – 4:20 |

| Limited Edition |
| --- |
| 1. „Stargazers” - 4:27 2. „Gethsemane” - 5:21 3. „Devil & The Deep Dark Ocean” - 4:46 4. „Sacrament Of Wilderness” – 4:12 5. „Passion And The Opera” – 4:58 6. „Swanheart” – 4:44 7. „Moondance” – 3:31 8. „The Riddler” – 5:16 9. „The Pharaoh Sails To Orion” – 6:27 10. „Walking In The Air” – 5:28 11. „Nightquest” – 4:15 12. „Passion And The Opera” (Single Edit) – 3:34 |

| Vinyl Picture Disc Edition |
| --- |
| Strona A 1. „Stargazers” - 4:27 2. „Gethsemane” - 5:21 3. „Devil & The Deep Dark Ocean” - 4:46 Strona B 1. „Sacrament Of Wilderness” – 4:12 2. „Passion And The Opera” – 4:58 3. „Swanheart” – 4:44 Strona C 1. „Moondance” – 3:31 2. „The Riddler” – 5:16 3. „The Pharaoh Sails To Orion” – 6:27 Strona D 1. „Walking In The Air” – 5:28 2. „Sleeping Sun” – 4:01 |

| Cassette Edition |
| --- |
| Strona A 1. „Stargazers” - 4:27 2. „Gethsemane” - 5:21 3. „Devil & The Deep Dark Ocean” - 4:46 4. „Sacrament Of Wilderness” – 4:12 5. „Passion And The Opera” – 4:58 Strona B 1. „Swanheart” – 4:44 2. „Moondance” – 3:31 3. „The Riddler” – 5:16 4. „The Pharaoh Sails To Orion” – 6:27 5. „Walking In The Air” – 5:28 |

## Listy sprzedaży
| Lista                   | Kraj      | Pozycja |
| ----------------------- | --------- | ------- |
| Suomen virallinen lista | Finlandia | 5       |